# Popstars (Eden's Crush)
Popstars è il primo ed ultimo album pubblicato dal gruppo musicale statunitense Eden's Crush. Esso è entrato nelle classifiche degli Stati Uniti piazzandosi alla posizione 6 della Billboard 200 albums chart. Dall'album sono stati estratti i singoli Get Over Yourself e Love This Way che hanno avuto successo negli USA e in Canada.

## Tracce
1. "What's Good 4 the Goose" (Blackman/Cham/Fergie/McLaughlin/Stefanie Ridel/Dawkins/Renee Sands)
2. "Let Me Know" (Klaus Derendorf/Ascencio/Jeeve)
3. "Get Over Yourself" (Gerrard/Keller/Vice)
4. "Anywhere But Here" (Kopatz/Kasha)
5. "Love This Way" (Harman/Golde/Livingston)
6. "No Drama" (Burris/Loftin)
7. "I Wanna Be Free" (G-Sleep/Ascencio/Jeeve/Nubar/Klaus Derendorf)
8. "The Glamorous Life" (Prince)
9. "1,000 Words (Mil Palabras)" (Hunter/Jeeve/Klaus Derendorf)
10. "Two Way" (Kara DioGuardi/Brain/Young)
11. "It Wasn't Me" (Marvel/Holland)
12. "You Know I Can" (Kipner/Goldmark/Frank)
13. "Promise Me" (bonus track)

## Singoli
- 2001 - Get Over Yourself
- 2001 - Love This Way

## Classifiche
| Classifica (2001)  | Posizione massima |
| ------------------ | ----------------- |
| U.S. Billboard 200 | 6                 |